# Сьянов, Илья Яковлевич
Илья Яковлевич Сьянов (2 августа 1905, село Семиозёрное — 4 апреля 1988, Сочи) — командир взвода 1-й стрелковой роты 1-го стрелкового батальона 756-го стрелкового полка 150-й стрелковой Идрицкой ордена Кутузова 2-й степени дивизии 3-й ударной армии 1-го Белорусского фронта, старший сержант. Герой Советского Союза.

## Биография
Родился 2 августа 1905 года в селе Семиозёрное (ныне — Аулиекольского района Костанайской области Казахстана) в крестьянской семье. Русский. Член ВКП(б) с 1943 года. Окончил 10 классов, рабфак в городе Оренбурге. Работал экономистом-плановиком в Кустанайском облисполкоме.
В Красной Армии с апреля 1942 года. В действующей армии с мая 1942 года.
Командир взвода 1-го стрелкового батальона 756-го стрелкового полка 150-й стрелковой дивизии старший сержант И. Я. Сьянов в уличных боях в столице нацистской Германии Берлине заменил выбывшего из строя командира 1-й стрелковой роты.
26 апреля 1945 года стрелковая рота под командованием Сьянова форсировала Берлинско-Шпандауский судоходный канал и в течение четырёх часов отражала контратаки врага.
30 апреля 1945 года в 18 часов 30 минут старший сержант Илья Яковлевич Сьянов, командуя ротой, возглавил последнюю за четыре года войны атаку 1-го батальона капитана С. А. Неустроева на здание германского парламента — Рейхстага, и в числе первых ворвался в него.
В тот же день его рота оказывала огневую поддержку разведчикам 756-го стрелкового полка М. А. Егорову и М. В. Кантария, которые во главе с замполитом 1-го батальона лейтенантом Берестом А. П. в 21 час 50 минут 30 апреля 1945 года водрузили над поверженным гитлеровским рейхстагом Знамя № 5 Военного совета 3-й ударной армии, ставшее Знаменем Победы.
Указом Президиума Верховного Совета СССР от 15 мая 1946 года за умелое руководство боем, образцовое выполнение заданий командования и проявленные мужество и героизм в боях с немецко-фашистскими захватчиками старшему сержанту Сьянову Илье Яковлевичу присвоено звание Героя Советского Союза с вручением ордена Ленина и медали «Золотая Звезда».
После войны старшина Сьянов демобилизован. Жил в городе Сочи Краснодарского края. Скончался 4 апреля 1988 года. Похоронен на аллее почётных захоронений кладбища города Костаная.

## Награды
Награждён орденами Ленина, Красного Знамени (19.05.1945), Отечественной войны 1-й (1985) и 2-й степеней (03.1945), медалями «За отвагу»(11.1944 года), «За взятие Берлина», «За освобождение Варшавы», «За победу над Германией»

## Память
Имя Героя было присвоено школе № 14 города Сочи. Постановлением Правительства Республики Казахстан от 31 августа 2000 года № 1325 имя Героя Советского Союза Ильи Яковлевича Сьянова присвоено Семиозёрской средней школе № 3 Аулиекольского района Костанайской области и средней школе №1
4 города Сочи. Его имя носит одна из улиц города Костаная. Так же его именем названа улица в Лазаревском районе города Сочи.
Бюст Сьянова И.Я. установлен перед зданием музея истории города-курорта Сочи. На доме №60 по ул. Воровского в г. Сочи, в котором до 1988 г. жил Сьянов И.Я., установлена мемориальная доска. 
Имя Героя Советского Союза Ильи Яковлевича Сьянова носит поисковый отряд "Подвиг" сочинского отделения Российского военно-исторического общества.